# HD 206267
HD 206267A – hierarchiczna gwiazda potrójna w północnym okołobiegunowym gwiazdozbiorze Cefeusza. Dwie gwiazdy tworzą układ spektroskopowo podwójny, okrążając się wzajemnie w okresie 3,7 dnia, natomiast trzeci składnik znajduje się dalej; nie wiadomo czy jest on powiązany grawitacyjnie z tą parą gwiazd. Układ emituje wiatr gwiazdowy, który osiąga wyjątkową prędkość rzędu 3225 km/s, co jest najwyższym wynikiem w przypadku tego typu gwiazd. Wskaźnik barwy gwiazdy wynosi kolejno: b-v=+0,22 (niebieski) oraz u-b=−0,72 (ultrafiolet)
Układ gwiezdny znajduje się w mgławicy IC 1396. Każdy z trzech składników układu jest masywną gwiazdą, a emitowane przez nie intensywne promieniowanie ultrafioletowe powoduje jonizowanie gazów mgławicy. Tym samym dochodzi do kompresji gęstszych globul mgławicy, w wyniku czego formują się nowe gwiazdy. Wiatr emitowany przez ten układ jest wystarczająco silny, aby oderwać pobliskie dyski protoplanetarne od ich macierzystych gwiazd.